# Линейные крейсера типа «Амаги»
Тип «Амаги» (яп. 天城型 Амаги-гата, «Небесная крепость») — тип линейных крейсеров японского Императорского флота. Всего заложено 4 единицы — «Амаги», «Акаги», «Атаго», «Такао». Строительство было прекращено согласно решениям Вашингтонской морской конференции. «Амаги» и «Акаги» намечались к перестройке в авианосцы, но землетрясение 1923 года, разрушившее корпус «Амаги», вынудило заменить его в этой роли корпусом линкора «Кага». Остальные крейсеры были разобраны на стапеле. «Акаги» был достроен в качестве авианосца и принял участие во Второй мировой войне.

## История создания
В 1916 году Конгресс США одобрил программу строительства для американского флота десяти линкоров и шести линейных крейсеров. В ответ 14 июня 1917 года японский парламент утвердил «Комплексную программу флота 8-4» («Хачи-Си Кантай Кансей Кейкаку»). Программа предусматривала строительство в течение ближайших семи лет трех линкоров (Mutsu и два типа Tosa) и двух линейных крейсеров (Amagi и Akagi). Командование флота настаивало на увеличении строительства флота, продвигая программу «8 — 8», предусматривавшую создание ударной силы военного флота из 8 линкоров и 8 линейных крейсеров. Выполнение этой программы позволило бы японскому флоту не только численно сравняться с американским, но и превзойти его.
В конце 1917 г. парламенту была представлена «Программа строительства флота 8-6», но парламент утвердил её лишь 12 марта 1918 г. Тогда же была санкционирована постройка однотипных линейных крейсеров Ashitaka и Atago. По докладу начальника Кораблестроительного отдела (4-го отдела) Морского технического департамента закладку Amagi и Akagi можно было ожидать лишь в 1920 г., а Ashitaka и Atago — в 1921 г. Решение о постройке четырёх линейных крейсеров типа Amagi превратило программу «Флот 8 — 6» в программу «Флот 8 — 8», но законодательно это было утверждено позже — в 1920 г.

## Конструкция

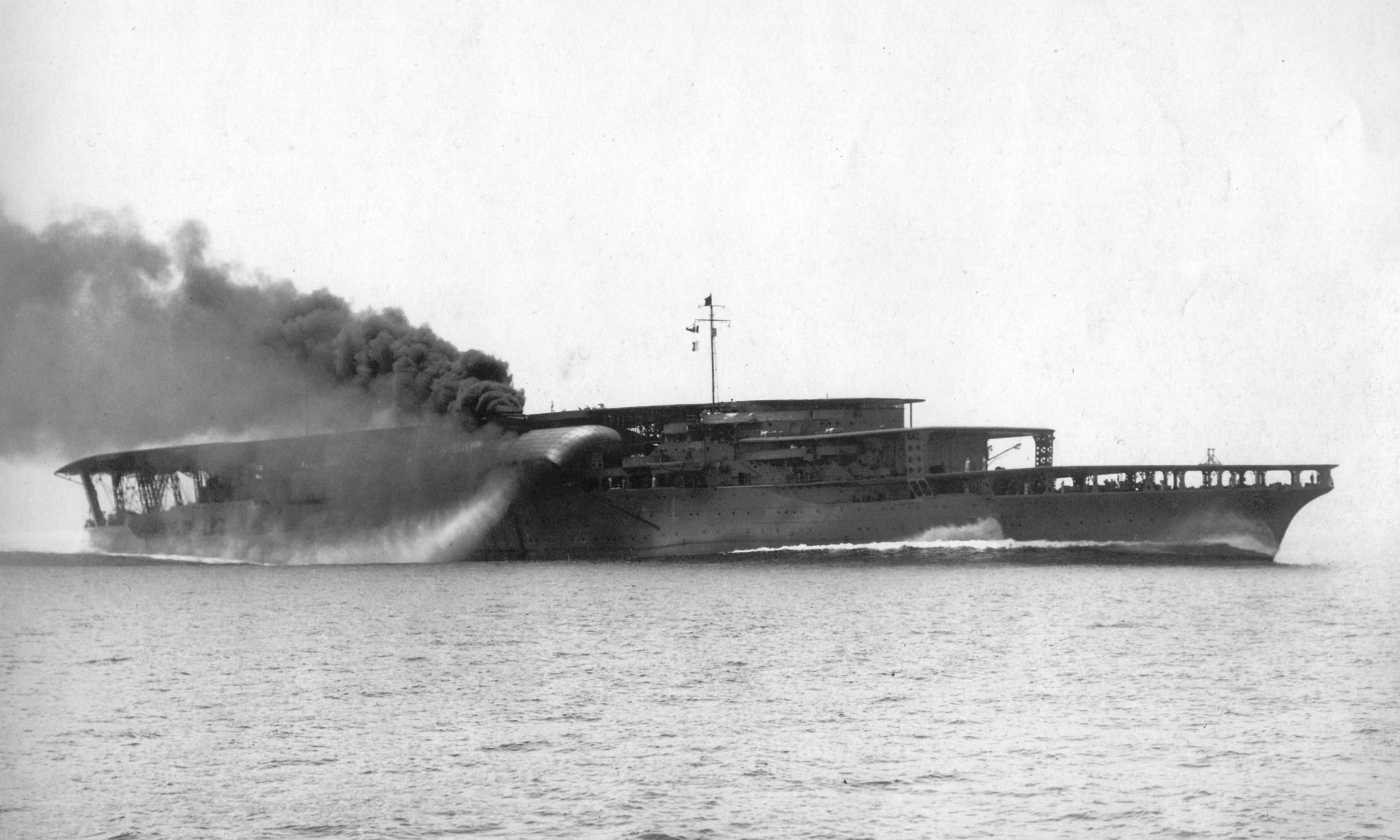
Испытания «Акаги», достроенного в качестве авианосца

## Оценка проекта

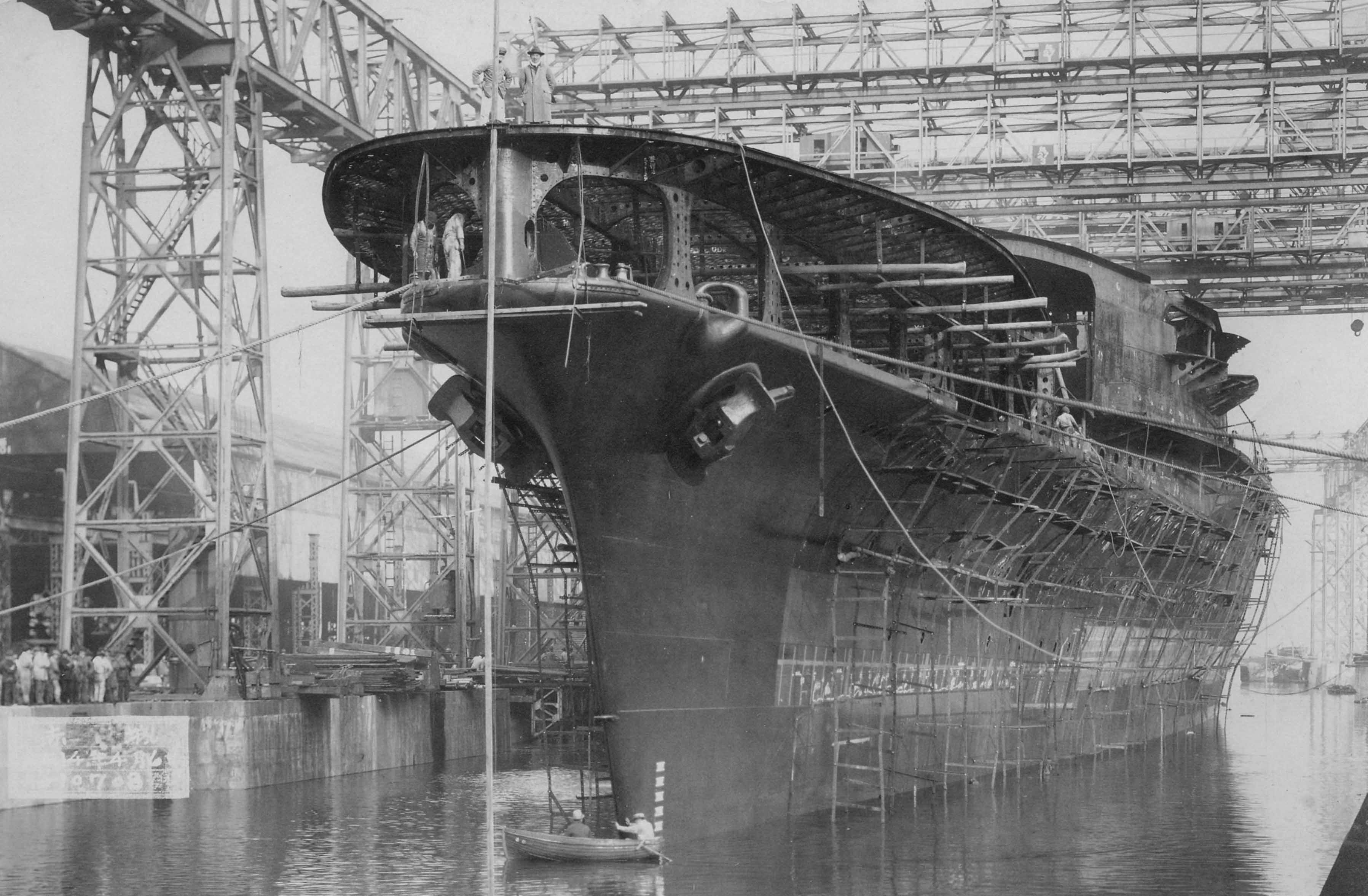
«Акаги» в 1925 году

## Служба
«Амаги» (яп. 天城 Амаги, «Небесная крепость») — заложен 16 декабря 1920 года на верфи ВМФ в Йокосуке, строительство прервано 5 февраля 1922 года при готовности 40 %, 1 сентября 1923 года был разрушен землетрясением и сдан на слом.
«Акаги» (яп. 赤城 Акаги, «Красная крепость») — заложен 6 декабря 1920 года на верфи ВМФ в Куре, строительство прервано 5 февраля 1922 года при готовности 40 %. Перестроен в авианосец.
«Атаго» (яп. 愛宕 Атаго) — заложен 22 ноября 1921 года на верфи «Кавасаки» в Кобе, строительство прервано 5 февраля 1922 года, разобран на стапеле.
«Такао» (яп. 高雄 Такао, «Великий герой») — заложен19 декабря 1921 года на верфи «Мицубиси» в Нагасаки, строительство прервано 5 февраля 1922 года, разобран на стапеле.